# Snau
Snau (også snav, snov) er en betegnelse på en ældre — nu udgået — type af mindre orlogsskibe, armerede med få og lette kanoner. Snau havde oprindeligt 2, senere også 3 master. Typen svarede i begyndelsen til »brig«, senere løb den over i letfregats- eller korvettypen. Jævnligt finder man således i arkiverne fra 18. århundrede det samme skib betegnet snart som snau og snart som fregat.
Det første fartøj, Peder Wessel - Tordenskjold - har kommandoen over er snauen “Ormen”. Det 
er i august 1711. (Politikens Danmarks historie 1964, bind 8, side 468.)
En snaumast er et spir, anbragt på agterkant af store skibes stor- og fokkemast, hvortil masteliget af henholdsvis store- og forregaffelsejl fastgøres.